# Artere scrotale posterioare
Arterele scrotale posterioare sunt ramuri ale arterei pudendale interne. Aceste artere irigă cu sânge scrotul.